# بزرگ کردن پستان
بزرگ کردن پستان یا ماموپلاستی افزایشی(انگلیسی: augmentation mammoplasty) (عواماً موسوم به بزرگ کردن سایز سینه) مجموعه‌ای از جراحی‌های پلاستیک است که با بهره از درون‌کاشت پستان و ماموپلاستی انتقال چربی به افزایش اندازه، تغییر شکل، یا تغییر بافت پستان‌های زنان منجر می‌شود. این عمل‌ها به عنوان‌های جراحی‌های ترمیمی در ترمیم پستان‌ها پس از ماستکتومی، ترمیم زخم‌هایی که در اثر برداشتن غده‌های سرطان پستان ایجاد شده‌اند، درمان بیماری مادرزادی پستان، و اصلاح نقص‌های دیوارهٔ سینه و به‌عنوان جراحی‌های انتخابی در تغییرات زیبایی‌شناختی پستان‌های سالم (اندازه، شکل، و بافت آن‌ها) کاربرد دارند.